# 山本重信
山本 重信（やまもと しげのぶ、1916年3月28日 - 2008年7月3日）は、日本の商工官僚、実業家。階級は海軍主計大尉。位階は正四位。勲等は勲二等。
通商産業省通商局局長、中小企業庁長官、通商産業省事務次官、トヨタ自動車工業株式会社副社長、トヨタ自動車株式会社副会長、日野自動車工業株式会社会長などを歴任した。

## 概要
東京帝国大学法学部を卒業し、商工省（のち通産省、経済産業省）に入省した。一時、海軍の短期現役士官に志願した。その後、通商産業省にて内部部局である通商局の局長や、外局である中小企業庁の長官など要職を歴任し、1966年に事務次官に就任した。退官後はトヨタグループに天下りし、トヨタ自動車工業の副社長を経て、工販合併後のトヨタ自動車で副会長を務めた。さらに、日野自動車工業では会長に就任した。

## 来歴

### 生い立ち
長野県須坂市に生まれる。長野県旧制須坂中学、旧制松本高等学校文科乙類を経て、東京帝国大学法学部を卒業後、1939年4月、商工省入省。短期現役海軍主計科士官（2期）に志願して、同年5月5日、海軍経理学校に入学し海軍主計中尉に任官。同年9月5日に卒業。霧島に配属。第三遣支艦隊・磐手乗組、佐世保鎮守府経理部付、呉建築部員を歴任。1941年（昭和16年）5月、海軍主計大尉に昇進し、1942年（昭和17年）10月、予備役に編入された。

### 官僚として
商工省入省同期には、渡辺弥栄司（国際ビジネスコミュニケーション協会会長、弁護士、通商局長）、森崎久寿（重工業局長、科技庁官房長、京大法卒）、柿坪精吾（日本紡績協会委員長、日東紡績社長（1967年 ~ ）、海経理事）、竹田達夫（アラビア石油常務、官房審議官）、生駒勇（ジェトロ副理事長、共石専務、大阪通産局長）など。通商局長、中小企業庁長官を歴任した後、1966年 通商産業事務次官に就任する。
山本の前任の通産事務次官は、城山三郎の小説 『官僚たちの夏』の主人公である風越のモデル、佐橋滋である。次官就任後は、欧米企業に比して自己資本比率の低い借金体質の日本企業がいかに資本自由化に立ち向かうかの対策立案を急いだ。
1967年、通産省は第一次自由化措置として、50%の資本参加を認める業種、100%の資本参加を認める業種を発表、鉄鋼業は競争力の高い分野として100%自由化業種に指定された。山本は1968年3月に八幡製鐵・稲山嘉寛社長、富士製鐵・永野重雄社長、興銀・中山素平頭取と会談し、「八幡・富士の合併は自由化に対抗できるモデルケース」として合併支援を約束した。国際化、自由化の荒波に対抗できる企業を作り出す必要性を強く感じていた通産省の総意であった。合併上の壁は独占禁止法を管轄する公正取引委員会の動向であり、山本は同じ行政官庁である公取・山田精一委員長への水面下での根回しを担当したが、頑強な抵抗にあい、難航した。同時にNKKなど同業界内の説得にあたり賛同を取り付けた。当時の資本自由化というグローバリズムに対抗するべく、日本企業の規模や技術力を強化するための巨大合併を積極的に推進し、日本の産業を守ろうとしたのが通産省の立場であった。

### 実業家として
1968年に通産省を退官し、翌1969年にトヨタ自動車工業に入社（通産省から初の自動車業界への天下り）。トヨタ自動車工業の海外事業の拡大などに携わった。1982年、トヨタ自動車販売との合併後にトヨタ自動車副会長に就任。1986年相談役。1985年から日野自動車工業(現 日野自動車)会長も兼任した。その後は日野自動車相談役に退く。
2008年、老衰により死去（享年92）。葬儀・告別式は近親者で執り行なわれた。

## 栄典
- 1939年 - 従七位[2]。
- 1940年 - 勲六等瑞宝章[2]。
- 1941年 - 正七位[2]。
- 1945年 - 従六位[2]。
- 1986年 - 勲二等旭日重光章[2]。
- 2008年 - 正四位[2]。